# Ministério do Poder Popular para a Energia Elétrica
O Ministério do Poder Popular para a Energia Elétrica (em castelhano:  Ministerio del Poder Popular para la Energía Eléctrica) é um ministério venezuelano criado em 2009, durante o governo de Hugo Chávez, produto da crise elétrica que iniciou nesse ano.O ministério se encarrega de "tudo o que diz respeito a formulação, seguimento e avaliação de políticas, assim como a regulação, a planificação e fiscalização das atividades do Executivo Nacional em matéria de energia elétrica, energia atômica e energias alternativas.O ministério tem suas dependências com a Corporação Elétrica Nacional (CORPOELEC), e em janeiro de 2011, o ministro ocupava ao mesmo tempo o cargo da empresa pública citada.

## Ministros
| Ministros da Energia Elétrica da Venezuela |                      |           |             |
| Ordem                                      | Nome                 | Ano       | Presidente  |
| 1°                                         | Ángel Rodríguez      | 2009-2010 | Hugo Chávez |
| 2°                                         | Alí Rodríguez Araque | 2010-     | Hugo Chávez |